# Antal Szerb
Antal Szerb (Budapest, 1º maggio 1901 – Sopron, 27 gennaio 1945) è stato uno scrittore e critico letterario ungherese.

## Biografia
Antal Szerb nasce a Budapest il 1º maggio 1901 da genitori ebrei convertiti al cattolicesimo.
Dopo gli studi di ungherese, tedesco e inglese all'università delle scienze di Budapest, vive alcuni anni tra la Francia, l'Italia e l'Inghilterra e comincia a scrivere apprezzati saggi di critica letteraria su William Blake e Henrik Ibsen.
Eletto presidente della Società Letteraria Ungherese nel 1933, pubblica articoli e racconti in riviste letterarie e divulgative, prima di dare alle stampe il suo romanzo d'esordio, La leggenda di Pendragon, nel 1934.
Considerato ebreo nonostante la conversione dei genitori, con l'avvento delle leggi razziali naziste i suoi libri vengono censurati e perde la cattedra universitaria.
Muore il 27 gennaio 1945 nel Campo di concentramento di Balf, vicino a Sopron, dove era stato internato alcuni mesi prima in seguito alle violenze ricevute.

## Opere principali

### Romanzi, racconti e novelle
- A magyar újromantikus dráma (1927)
- A harmadik torony (1936)
- Az udvari ember (1927)
- William Blake (1928)
- Az angol irodalom kistükre (1929)
- Az ihletett költő, (1929)
- Magyar preromantika (1929)
- Vörösmarty-tanulmányok (1929)
- Cynthia (1932)
- La leggenda di Pendragon (A Pendragon-legenda) (1934), Roma, edizioni E/O, 1989 traduzione di Bruno Ventavoli ISBN 88-7641-080-5
- Szerelem a palackban (1935)
- Budapesti útikalauz marslakók számára (1935)
- A harmadik torony (1936)
- Il viaggiatore e il chiaro di luna (Utas és holdvilág) (1937), Roma, edizioni E/O, 1996 traduzione di Bruno Ventavoli ISBN 88-7641-276-X
- Don't say... but say... (1939)
- VII. Olivér (1943)
- A királyné nyaklánca (1943)
- Száz vers (1943-1944)

### Saggi
- A magyar irodalom története (1934)
- Hétköznapok és csodák (1936)
- A világirodalom története (1941)